# مطار فيلانا الدولي
مطار فيلانا الدولي (إياتا: MLE، إيكاو: VRMM)(بالديفهية: ވެލާނާ ބައިނަލްއަޤުވާމީ ވައިގެ ބަނދަރު) هو المطار الدولي الرئيسي في جزر المالديف. يرتبط المطار بمطارات كبرى عديدة حول العالم، ويعد البوابة الرئيسية للسياح القادمين إلى جزر المالديف.

## الوجهات وشركات الطيران
| شركـات طيـران                    | الوجهات |
| -------------------------------- | --- |
| إيروفلوت                         | مطار شيريميتييفو الدولي |
| طيران آسيا                       | مطار كوالالمبور الدولي |
| طيران أستانا                     | مطار ألماتي الدولي |
| الخطوط الجوية الفرنسية           | موسمي: مطار باريس شارل ديغول |
| طيران الهند                      | موسمي: مطار كيمبيغودا الدولي |
| طيران سيشل                       | موسمي: مطار سيشل الدولي |
| الخطوط الجوية النمساوية          | موسمي: مطار فيينا الدولي |
| Azur Air                         | موسمي عارض: مطار فنوكوفو الدولي |
| Azur Air Ukraine                 | موسمي عارض: مطار بوريسبيل الدولي |
| باتيك إير ماليزيا                | مطار كوالالمبور الدولي |
| خطوط العاصمة بكين الجوية         | مطار بكين داشينغ الدولي |
| الخطوط الجوية البريطانية         | مطار لندن هيثرو |
| خطوط شرق الصين الجوية            | مطار شانغهاي بودنغ الدولي |
| كوندور للطيران                   | مطار فرانكفورت |
| إديلويس إير                      | موسمي: مطار زيورخ الدولي |
| طيران الإمارات                   | مطار باندارنيك الدولي، مطار دبي الدولي |
| الاتحاد للطيران                  | مطار أبو ظبي الدولي |
| فلاي دبي                         | مطار باندارنيك الدولي، مطار دبي الدولي |
| Flyme                            | Dharavandhoo، Gan، Maamigili |
| طيران ناس                        | موسمي: مطار الملك خالد الدولي |
| طيران الخليج                     | مطار البحرين الدولي، مطار باندارنيك الدولي |
| GullivAir                        | موسمي عارض: مطار هنري كواندا الدولي، مطار صوفيا |
| أيبيريا (شركة طيران)             | موسمي: مطار مدريد باراخاس الدولي |
| خطوط إنديقو                      | مطار كيمبيغودا الدولي، مطار كوتشين، مطار تشاتراباتي شيفاجي الدولي |
| إيتا (شركة طيران)                | موسمي: مطار ليوناردو دا فينشي |
| الخطوط الجوية الكويتية           | مطار الكويت الدولي |
| خطوط لوت الجوية البولندية        | موسمي عارض: مطار كاتوفيتشي، مطار فاكلاف هافيل الدولي، مطار وارسو فريدريك شوبان |
| لوفتهانزا                        | مطار فرانكفورت |
| Maldivian                        | مطار سوفارنابومي الدولي، Colombo–Ratmalana، مطار شاه جلال الدولي، Dharavandhoo، Fuvahmulah، Gan، Hambantota–Mattala، Hanimaadhoo، Hoarafushi، Kaadedhdhoo، Kadhdhoo، Kooddoo، Kulhudhuffushi، Thimarafushi، مطار تريفاندروم الدولي موسمي: مطار كوتشين، مطار كوالالمبور الدولي عارض: مطار تشانغشا هوانغوا الدولي، مطار تشونغتشينغ جيانغبى الدولي، مطار فوتشو تشانغله الدولي، مطار هانغتشو شياوشان الدولي، مطار نانجينغ الدولي، مطار ووهان الدولي، مطار شيان شيانيانغ الدولي |
| Manta Air                        | Dhaalu، Dharavandhoo، Gan، Maafaru |
| نيوس (شركة طيران)                | موسمي: Amritsar، مطار مالبينسا، مطار ليوناردو دا فينشي، Verona |
| الطيران العماني                  | مطار مسقط الدولي |
| الخطوط الجوية القطرية            | مطار باندارنيك الدولي، مطار حمد الدولي |
| الملكية الأردنية                 | موسمي عارض: مطار الملكة علياء الدولي |
| الخطوط السعودية                  | مطار الملك عبد العزيز الدولي، مطار الملك خالد الدولي |
| الخطوط الجوية السنغافورية        | مطار شانغي سنغافورة |
| الخطوط الجوية السريلانكية        | مطار باندارنيك الدولي |
| Sunday Airlines                  | موسمي عارض: مطار ألماتي الدولي |
| طيران آسيا (تايلاند)             | مطار دون موينغ |
| الخطوط الجوية التركية            | مطار إسطنبول الدولي1 |
| الخطوط الجوية الدولية الأوكرانية | موسمي عارض: مطار بوريسبيل الدولي (معلقة) |
| يو إس بنغلا للطيران              | مطار شاه جلال الدولي |
| الخطوط الجوية الأوزبكستانية      | موسمي عارض: مطار طشقند الدولي |
| خطوط فيرجن أتلانتيك الجوية       | موسمي: مطار لندن هيثرو (تبدأ في 23 أغسطس 2023) |
| فيستارا                          | مطار تشاتراباتي شيفاجي الدولي |
| ويز للطيران                      | مطار أبو ظبي الدولي |

ملاحظات
- ^1: الخطوط الجوية التركية تتوقف رحلات اسطنبول إلى كولومبو في ماليه. ولكن لا تملك الخطوط الجوية التركية الحرية لنقل الركاب فقط من ماليه إلى كولومبو.

## حوادث
- في 18 أكتوبر 1995 انعطفت طائرة دورنير 228 تابعة لشركة طيران المالديف أثناء الهبوط فجأة إلى اليمين، وانحرفت عن مسارها عن المدرج واصطدمت بالجدار البحري وسقطت في بحيرة مجاورة. أصيبت الطائرة بأضرار جسيمة لا يمكن إصلاحها.[39]

- في 15 أغسطس 1996 فقد طيار السيطرة على مروحية من طراز ميل مي-8 بعد الإقلاع بسبب فقدان الضغط الهيدروليكي، أصيب أربعة أشخاص بجروح طفيفة.[39]
- في 17 مايو 2004 اصطدمت طائرة من طراز دي هافيلاند كندا دي إتش سي 6 توين أوتر تابعة لخطوط ترانس مالديفيان[الإنجليزية] الجوية بالجدار البحري بعد أن واجهت مشاكل في الإقلاع. أصيب الطياران وراكب واحد بجروح خطيرة في الحادث.[39]